# Relaciones Ucrania-Uruguay
Las relaciones uruguayo-ucranianas son las relaciones bilaterales entre Ucrania y la República Oriental del Uruguay.

## Historia
A principios del siglo xx se produjo una oleada de inmigrantes ucranianos hacia Uruguay, que se incrementó tras la Primera Guerra Mundial. Eran, en su mayoría, provenientes de Volinia, Polesia, Bucovina y los pueblos del este de Galitzia, como el óblast de Transcarpacia. Una vez en Uruguay se instalaron principalmente en Montevideo, sin perjuicio de que se formaron comunidades en el interior del país, destacando las ciudades de Salto, y de San Javier (Departamento de Río Negro), fundada por colonos del Imperio ruso.
El 26 de diciembre de 1991, Uruguay reconoció la independencia de Ucrania después de la Disolución de la Unión Soviética. El 18 de mayo de 1992, ambos países establecieron relaciones diplomáticas.
El 19 de diciembre de 2011, la Rada Suprema de Ucrania aprobó la composición del grupo parlamentario sobre relaciones interparlamentarias con Uruguay, y la Asamblea General de Uruguay inició los trabajos sobre la formación de un grupo parlamentario de amistad con Ucrania.
En febrero de 2022, en el marco de la crisis ruso-ucraniana, el gobierno uruguayo emitió un comunicado en el que expresó «preocupación» tras el reconocimiento de dos regiones separatistas de Ucrania por parte de Rusia y el desplazamiento de efectivos militares rusos, argumentando que «ponen en riesgo la estabilidad regional». Asimismo, expresó que Uruguay considera que la Resolución 2202 del Consejo de Seguridad de Naciones Unidas «provee el camino» para la aplicación del Protocolo de Minsk, «conducentes a una solución pacífica y duradera del conflicto», y que la solución debe «respetar la soberanía, independencia e integridad territorial» de Ucrania. Tras la invasión rusa de finales de febrero, el gobierno uruguayo se posicionó a favor de Ucrania, alegando que los principios de la Carta de las Naciones Unidas se vieron «notoriamente vulnerados». Por su parte, el presidente Luis Lacalle Pou instó a las partes resolver el conflicto de manera civilizada, sosteniendo que «Uruguay es un país que siempre apuesta por la paz».
En julio de 2022, en el marco de la guerra con Rusia, Luis Lacalle Pou y el presidente ucraniano Volodímir Zelenski tuvieron una comunicación telefónica, y en diciembre de 2023, mantuvieron una reunión bilateral. A lo largo del conflicto, Uruguay mantuvo una posición a favor de Ucrania en instancias de discusión y resolución, como la Asamblea General de las Naciones Unidas. Asimismo, fue uno de los Estados participantes de la Cumbre de Paz para Ucrania de junio de 2024. Uruguay ha recibido refugiados ucranianos.
En febrero de 2025, se anunció que Ucrania tenía la intención de abrir una embajada en Uruguay, decisión que fue ratificada a finales de abril, luego de una reunión entre los ministros de Relaciones Exteriores de ambos países.

## Relaciones bilaterales
Ambas naciones han firmado varios acuerdos bilaterales, como un Tratado sobre Relaciones de Amistad y Cooperación (2012), un Acuerdo Relativo a la exención de visas para los titulares de pasaportes diplomáticos (2013).

## Relaciones económicas
La balanza comercial de 2021 entre los dos países arrojó un superávit del 13% del volumen total del comercio de bienes y servicios, equivalente a 0,72 millones de dólares a favor de Ucrania.
En ese mismo año, las exportaciones de Ucrania hacia Uruguay fueron principalmente de fertilizantes, seguidos de calderas y máquinas y metales ferrosos, mientras que las importaciones fueron de pieles (27,1%), pescados y crustáceos (23,5%) y frutas y nueces comestibles (20,4%).

## Misiones diplomáticas residentes
- Ucrania está representada en Uruguay a través de su embajada en Buenos Aires (Argentina)[20]
  - Ucrania tiene representación consular en Montevideo.
- Uruguay está representada en Ucrania a través de su embajada en Bucarest (Rumania)[21]
  - Uruguay tiene representación consular en Kiev.